# Ferdinand Wilhelm von Funcke
Ferdinand Wilhelm von Funcke, auch von Funke, (* 12. Mai 1707 in Schladen; † 16. Januar 1784 in Weißenfels) war Oberaufseher in der vormals thüringischen Landesportion – dem Herzogtum Sachsen-Weißenfels – und in dem Fürstentum Querfurt sowie Landkammer- und Stift-Merseburgischer Kammerrat sowie Rittergutsbesitzer.

## Leben
Er war der Sohn von Johann Heinrich Funcke (1678–1722) auf Groitzsch und der Anna Elisabeth Lohse. Ferdinand Wilhelm (von) Funcke, Reichsadelsstand zu Wien 20. Oktober 1732, Anerkennung in Kursachsen 10. März 1733, schlug die Verwaltungslaufbahn im Herzogtum Sachsen-Merseburg ein und war spätestens im Jahre 1737 zum Kammerrat aufgestiegen.
Er erwarb im Jahre 1753 das Rittergut Groß-Goddula zu dem bereits vorhandenen Gut Burgwerben. Bereits 1746 hatte er beim Lehnhof in Dresden ein Gesuch um Überlassung der Ober- und Erbgerichte über die ganze Burgwerbener und Sachsendorfer Flur eingereicht.
Eine enge Beziehung verband ihn zum Vater des Kreishauptmanns Cölestin August Just, der damals als stift-merseburgischer Kammerrat in Merseburg tätig war. Die Verbindung zu ihm war so eng, dass er ihn 1760 zum Mitbelehnten seiner Rittergüter im Hochstift Merseburg ernannte.
Im Jahre 1765 verkaufte Ferdinand Wilhelm von Funcke Groß- und Klein-Goddula weiter an den Kreishauptmann Johann Daniel Carl von Lohse, der 1779 in Erfurt kinderlos starb, wodurch die beiden Güter Groß- und Kleingoddula an den nächsten Mitbelehnten, Ferdinand Wilhelm von Funcke in Burgwerben, fielen.
In der Figur des Grafen Moritz von Fink der Schriftstellerin Louise von François ging Ferdinand Wilhelm von Funcke in die deutsche Literatur ein.

## Familie
Am 24. Juni 1742 heiratete Ferdinand Wilhelm von Funcke Antoinette Wilhelmine von Lohse (1722–1792) aus dem Haus Markkleeberg. Aus dieser Ehe ging u. a. der Sohn Ferdinand Wilhelm Heinrich von Funcke (1753–1836) hervor, der den väter- und mütterlichen Besitz erbte. Der Landrat Ferdinand von Funcke (1787–1827) war sein Enkel.